# Еріх Рудорффер
Еріх Рудорффер (нім. Erich Rudorffer; 1 листопада 1917, Відемар — 8 квітня 2016, Бад-Швартау) — німецький льотчик-ас винищувальної авіації, майор люфтваффе. Кавалер Лицарського хреста Залізного хреста з дубовим листям і мечами.

## Біографія
Після закінчення льотних курсів в січні 1940 року зарахований в 2-гу ескадрилью 2-ї винищувальної ескадри «Ріхтгофен». Першу перемогу здобув у Франції 14 травня 1940 року, збивши французький винищувач «Кертісс Гаук», а всього під час Французької кампанії, літаючи у складі 6-ї ескадрильї, збив 9 літаків. 21 квітня 1941 року здобув свою 20-у перемогу. В травні 1941 року переведений в 2-у групу 2-ї винищувальної ескадри, а в червні 1942 очолив 6-у ескадрилью своєї ескадри. У вересні 1942 року здобув свою 40-у перемогу. В листопаді 1942 року ескадрилья Рудорффера була направлена в Лівію для підтримки частин Африканського корпусу. 9 лютого 1943 року оголосив про знищення 8 машин. З червня 1943 року — командир 2-ї групи 54-ї винищувальної ескадри «Зелене серце», яка діяла в районі Ленінграда. 24 серпня 1943 року збив 8 літаків, 11 жовтня — 7. В червні 1944 року очолив групу з 4-го та 5-го загонів своєї ескадри, що увійшли до складу «бойового з'єднання Кумельмея» у Фінляндії. 28 жовтня 1944 року збив 9 радянських літаків Іл-2 (загалом він збив 58 «Ілів»), загальна кількість збитих ним машин перевищила 200. В лютому 1945 року призначений командиром 2-ї групи 7-ї винищувальної ескадри; з того часу літав на Ме.262, на якому здобув 12 перемог.
Всього за час бойових дій здійснив понад 1000 бойових вильотів і збив 224 літаки, з них 136 радянських, 26 — в Північній Африці, 60 — на Заході (в тому числі 10 чотиримоторних бомбардувальників), зайнявши 7-е місце серед асів Люфтваффе. Сам Рудорффер був збитий 18 разів.
Після війни служив у цивільній авіації ФРН, а потім обіймав керівні посади у Федеральному управлінні цивільної авіації.

## Нагороди
- Нагрудний знак пілота
- Медаль «У пам'ять 1 жовтня 1938»
- Залізний хрест
  - 2-го класу (22 травня 1940)
  - 1-го класу (28 червня 1940)
- Нагрудний знак «За поранення» в чорному
- Почесний Кубок Люфтваффе (20 жовтня 1940)
- Комбінований Знак Пілот-Спостерігач
- Орден Хреста Свободи 2-го класу з мечами (Фінляндія)
- Лицарський хрест Залізного хреста з дубовим листям і мечами — Рудорффер був останнім живим кавалером.
  - лицарський хрест (1 травня 1941)
  - дубове листя (№ 447; 11 квітня 1944)
  - мечі (№ 126; 26 січня 1945)
- Німецький хрест в золоті (9 грудня 1941)
- Відзначений у Вермахтберіхт (30 жовтня 1944)
- Авіаційна планка винищувача в золоті з підвіскою «1000»

Військова кар'єра
- 1939 — обер-фельдфебель
- 28 жовтня 1940 — лейтенант
- червень 1941 — обер-лейтенант
- 1 серпня 1943 — гауптман
- 26 січня 1945 — майор